# Stefan Lindeberg
Stefan Lindeberg, född 3 februari 1950, är en svensk idrottsledare som den 25 oktober år 2000 valdes till ordförande för Sveriges Olympiska Kommitté (SOK). Under sin karriär som idrottsman var Lindeberg kanotist, men tog sig inte till något OS som deltagare. Dock var han förbundskapten för det svenska kanotlandslaget vid Olympiska sommarspelen 1984.
Tillsammans med Leif Håkansson uppfann han i början av 1980-talet vingpaddeln, som ledde till svenska framgångar vid VM i Mechelen 1985.
Lindeberg var senare sportchef hos SOK och dess vice ordförande 1996–2000. När Carl-Gustav Anderberg avgick som SOK-ordförande 2000 ställde Lindeberg upp som motkandidat mot valberedningens ordförandekandidat Carl Eric Stålberg och vann med röstsiffrorna 23–12.
Stefan Lindeberg är bosatt i Nyköping.
Den 12 mars 2016 meddelades att han lämnar posten som SOK-ordförande.